# Batinites
Els batinites (de l'àrab الباطنية, al-bāṭiniyya) es refereix a grups que distingeixen entre un significat exterior, exotèric (zāhir) i un interior, esotèric (bāṭin) en les escriptures islàmiques. El terme s'ha utilitzat en particular per a un tipus al·legòric d'interpretació de les escriptures desenvolupat entre alguns grups xiïtes, subratllant el significat bāṭin dels textos. Ha estat conservat per totes les branques de l'isma'ilisme i també per diversos grups drusos. Els alauites practiquen un sistema similar d'interpretació. Batiniyya és un epítet comú utilitzat per designar l'Isma'ili Islam, que ha estat acceptat pels mateixos Ismai'lis.
Els escriptors sunnites han utilitzat el terme batiniyya polèmicament en referència al rebuig del significat evident de les escriptures en favor del seu significat bāṭin. Al-Ghazali, un teòleg sunnita medieval, va utilitzar el terme batiniyya de manera pejorativa per als partidaris de l'ismailisme. Alguns escriptors xiïtes també han utilitzat el terme polèmicament.